# Relaciones México-Nicaragua
Los Estados Unidos Mexicanos y la República de Nicaragua establecieron relaciones diplomáticas en 1839, sin embargo, estas se rompieron brevemente en mayo de 1979 y se restauraron unos meses después, en julio de 1979, con el derrocamiento del presidente nicaragüense Anastasio Somoza Debayle. Las relaciones diplomáticas entre ambas naciones han continuado sin cesar desde entonces.
Ambas naciones son miembros de la Asociación de Estados del Caribe, Comunidad de Estados Latinoamericanos y del Caribe, Naciones Unidas, Organización de Estados Americanos y la Organización de Estados Iberoamericanos.

## Historia
Las relaciones entre lo que hoy es México y Nicaragua existen desde tiempos precolombinos, cuando Ahuizotl de Tenochtitlan envió grupos de pochtecas a explorar y establecer relaciones con los pueblos indígenas de Centroamérica, donde se desarrollaron relaciones comerciales entre los mexicas y los nicaraos. Las relaciones comerciales entre Tenochtitlan y Nicānāhuac habían florecido durante casi dos décadas bajo Moctezuma II después de que ascendió al trono de Tenochtitlan en 1502 d. C., y los comerciantes mexicas comerciaban y prosperaban dentro del territorio nicarao. Además, México y Nicaragua comparten la herencia indígena de los nahuas y los otomangues, demostrando aún más que los dos países tienen una conexión histórica que se remo a la época prehispánica. Al igual que los mexicas y los tlaxcaltecas, los nicaraos son un pueblo nahua que se originó en México y migró al occidente de Nicaragua desde el centro y sur de México entre los siglos viii y xiii d. C. Los chorotegas están estrechamente relacionados con los zapotecas y mixtecos de Oaxaca, México; debido a su etnia compartida otomangueana.
México y Nicaragua son dos naciones de América Latina que comparten una historia común, en el hecho de que ambas naciones fueron colonizadas por el Imperio español. En 1821, México ganó la independencia de España, y Nicaragua se convirtió en parte del Primer Imperio Mexicano. En 1823, el imperio se disolvió; y Nicaragua, junto con Guatemala, El Salvador, Honduras y Costa Rica se unieron a la República Federal de Centro América. En 1838, la unión se disolvió y Nicaragua se convirtió en una nación independiente. Un año más tarde, en 1839, México y Nicaragua establecieron relaciones diplomáticas.
En 1937, el primero de los presidentes Somoza de Nicaragua asumió el poder. En la década de 1960, la Revolución Nicaragüense comenzó por un grupo rebelde llamado el Frente Sandinista de Liberación Nacional. Durante ese período, México (aunque inicialmente un partidario de los Somoza), pronto cambió de posición y ofreció apoyo a los sandinistas. En mayo de 1979, México rompió relaciones diplomáticas con Nicaragua sobre "repetidos abusos de derechos humanos" llevados a cabo por el gobierno de Anastasio Somoza Debayle. En julio de 1979, este presidente nicaragüense fue retirado del poder, y México restableció las relaciones diplomáticas con el país centroamericano. En 1990, México, junto con los gobiernos de Colombia, Panama y Venezuela; crearon el Grupo de Contadora para tratar de mediar en las crisis centroamericanas que estaban atrapando a la región en el tiempo. La Revolución Nicaragüense llegó a su fin después de la elección de la presidenta Violeta Chamorro en 1990.
Desde el final de la revolución, México y Nicaragua han trabajado juntos en numerosos proyectos como el socorro en casos de desastre, la migración y el desarrollo. En 2001, ambas naciones acordaron implementar el Proyecto Mesoamérica (también conocido como el Plan Puebla-Panamá). En diciembre de 2012, el presidente nicaragüense Daniel Ortega asistió a la toma de posesión del presidente mexicano Enrique Peña Nieto.
En 2021, el gobierno mexicano expresó su preocupación por las detenciones de activistas políticos y manifestantes por parte del gobierno de Nicaragua. En febrero de 2023, el presidente mexicano Andrés Manuel López Obrador afirmó que su país otorgaría asilo a cualquier persona nicaragüense que lo solicitara. Como resultado, cada año se han emitido más de 50,000 visas humanitarias a ciudadanos nicaragüenses en México. En enero de 2024, Nicaragua cerró su consulado en Tapachula, Chis., con el fin de negar servicios consulares a los migrantes nicaragüenses que salían del país.

## Visitas de Estado

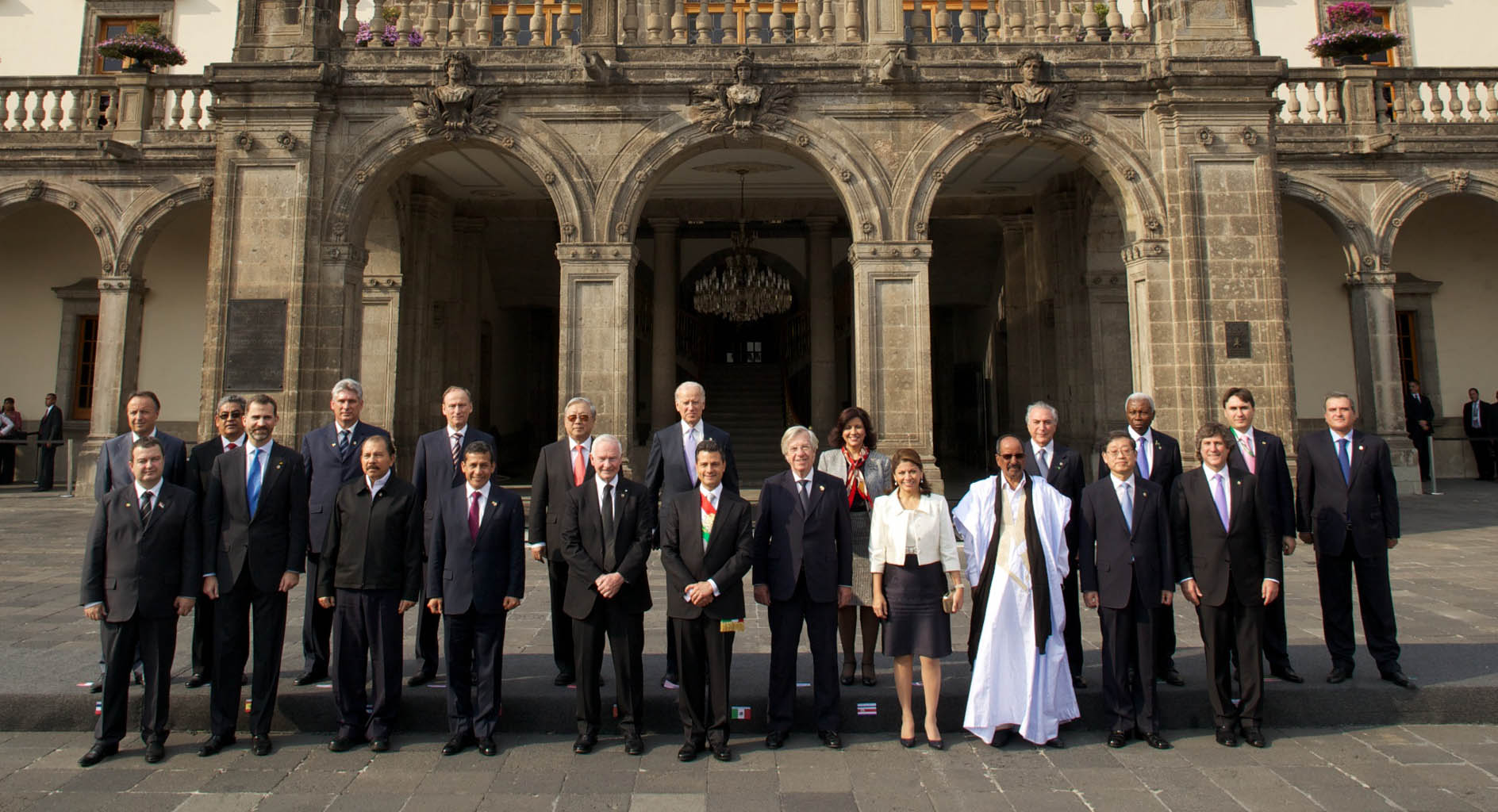
Presidente Daniel Ortega asistiendo a la inauguración del Presidente Enrique Peña Nieto en diciembre de 2012.

Visitas presidenciales de Nicaragua a México
- Presidente Daniel Ortega (1985, 1988, 2007, 2010, 2012)
- Presidente Violeta Chamorro (1990, 1991, 1993)
- Presidente Arnoldo Alemán (1997, 2000)
- Presidente Enrique Bolaños Geyer (marzo y junio de 2002)

Visitas presidenciales de México a Nicaragua
- Presidente Gustavo Díaz Ordaz (1966)
- Presidente Carlos Salinas de Gortari (1993)
- Presidente Ernesto Zedillo (1997)
- Presidente Vicente Fox (2004)
- Presidente Felipe Calderón (2007, 2009)

## Acuerdos bilaterales
Ambas naciones han firmado varios acuerdos bilaterales, como un Acuerdo sobre el Intercambio de Comunicaciones Diplomáticas (1919); Acuerdo de Cooperación Gubernamental (1983); Acuerdo de Cooperación Turística (1990); Acuerdo de Cooperación para Combatir el Narcotráfico y la Dependencia de Drogas (1992); Tratado de Extradición (1993); Acuerdo de Cooperación Técnica y Científica (1995); Tratado de Cooperación sobre Asistencia Jurídica Mutua en Materia Penal (1997); Tratado sobre la ejecución de sentencias penales (2000) y un Acuerdo de cooperación educativa y cultural (2000).

## Transporte
Hay vuelos directos entre México y Managua con Aeroméxico Connect.

## Relaciones comerciales
En 1997, México y Nicaragua firmaron un Tratado de Libre Comercio. Desde su establecimiento (y con la implementación de un acuerdo de libre comercio entre México y Centroamérica en 2013), el comercio entre las dos naciones ha crecido sustancialmente. En 2023, el comercio bilateral entre ambas naciones ascendió a $1.5 mil millones de dólares. Las principales exportaciones de México a Nicaragua incluyen: electrodomésticos, alambre de cobre, medicamentos y vehículos. Las principales exportaciones de Nicaragua a México incluyen: partes de vehículos, cacahuetes, aceite vegetal, azúcar y textiles.
Varias compañías multinacionales mexicanas como América Móvil, Cemex, Grupo Bimbo y Grupo Lala (entre otros) operan en Nicaragua.

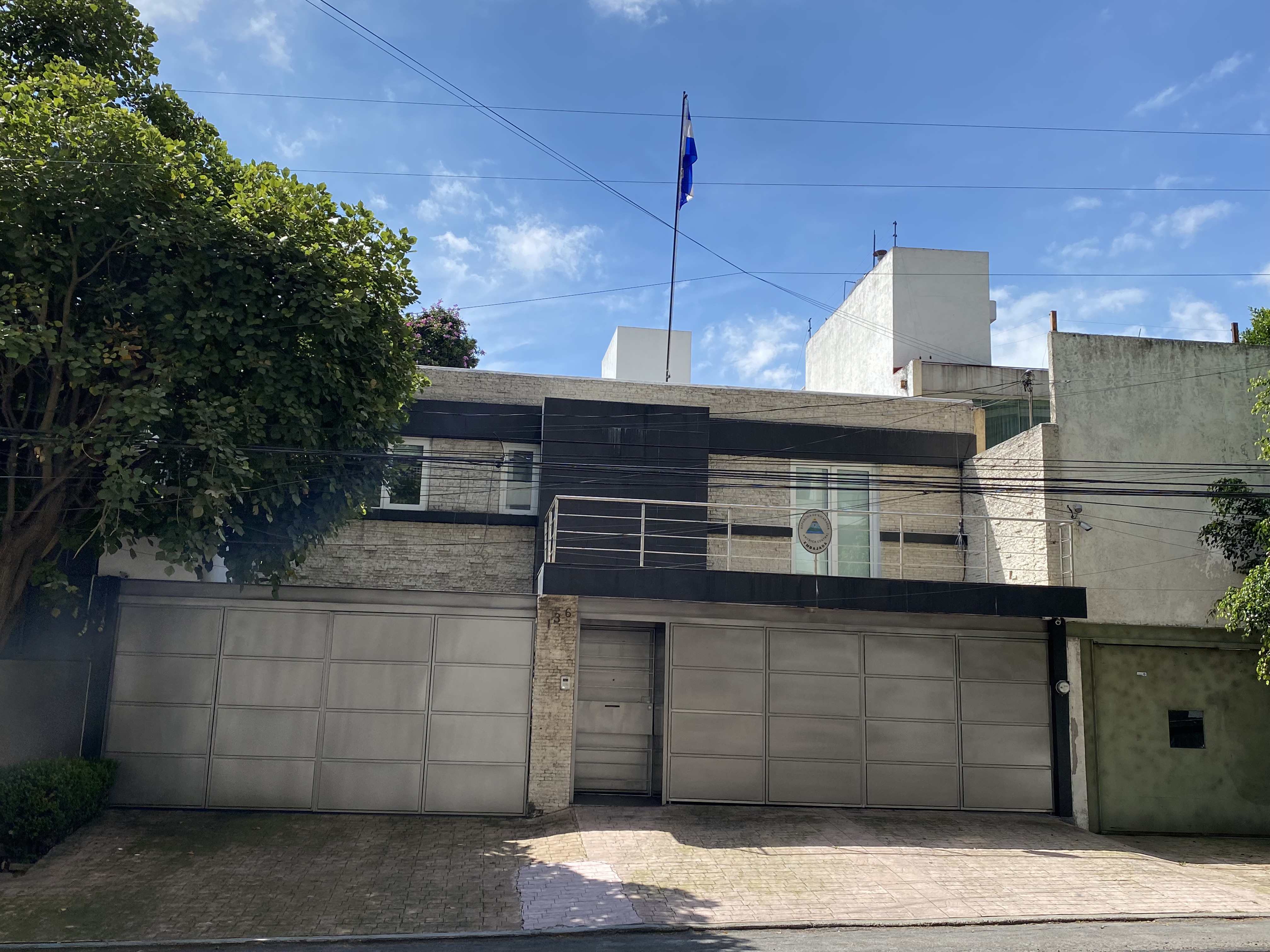
Embajada de Nicaragua en la Ciudad de México

## Misiones diplomáticas residentes
- México tiene una embajada en Managua.[16]
- Nicaragua tiene una embajada en la Ciudad de México.[17]